# Seleção Uruguaia de Futebol Sub-20
A Seleção Uruguaia de Futebol Sub-20, também conhecida por Uruguai Sub-20, é a seleção Uruguaia de futebol formada por jogadores com idade inferior a 20 anos.

## Títulos

### Mundial
- Copa do Mundo FIFA: 1 (2023)

### Continental
- Sul-Americano: 8 (1954, 1958, 1964, 1975, 1977, 1979, 1981, 2017)